# Millet (Alberta)
Millet es un pueblo canadiense situado en la provincia de Alberta.

## Superficie
Millet tiene una superficie de 6,62 km².

## Demografía
En 2021, tenía 1890 habitantes, una densidad poblacional de 285,3 hab./km², y 839 viviendas.